# Richard Fortus
Richard Fortus (também estilizado como 4tus; St. Louis, 17 de novembro de 1966) é um guitarrista americano. Ele é membro da banda de hard rock Guns N' Roses, com quem gravou um álbum de estúdio desde 2002. Fortus também colaborou extensivamente com o vocalista do The Psychedelic Furs, Richard Butler, e seu colega de banda nos Guns N' Roses, Frank Ferrer. Além do vocalista Axl Rose e do tecladista Dizzy Reed, Fortus é o terfeiro membro mais antigo em atividade contínua nos Guns N' Roses, desde 2002, atrás de Dizzy, que está desde 1990 e de Axl, membro-fundador, que está desde 1985.

## Carreira

### Início da carreira
Richard Fortus nasceu em 17 de novembro de 1966 em St. Louis, Missouri. Ele começou a aprender violino aos 4 anos e bateria um ano depois.
Fortus estudou na Conservatory of the Arts em St. Louis e na Southern Illinois University, além de ter tocado em várias sinfonias juvenis na área de St. Louis.

#### The Eyes/Pale Divine (1984–91)
Na década de 1980, Fortus fundou a banda The Eyes em 1984. A banda alternativa lançou de forma independente o álbum Freedom in a Cage, produzido por David Probst. Após assinarem com a Atlantic Records, mudaram o nome para Pale Divine. Eles excursionaram pelos Estados Unidos em apoio ao seu único álbum, Straight to Goodbye, abrindo para The Psychedelic Furs.

#### Love Spit Love e the Psychedelic Furs (1992–2000)
Entre 1992 e 2000, Fortus foi membro do Love Spit Love, formado com Richard Butler e Frank Ferrer. Após o fim do Love Spit Love, Fortus se juntou aos The Psychedelic Furs como segundo guitarrista e gravou o álbum ao vivo Beautiful Chaos: Greatest Hits Live.
Fortus também fez parte do Loup Garou de Nova York entre 1995 e 1998, realizando shows em clubes e festivais, incluindo uma turnê europeia e a gravação do terceiro álbum da banda, Ten Wines from Job's Vineyard.

### Guns N' Roses (2002–presente)

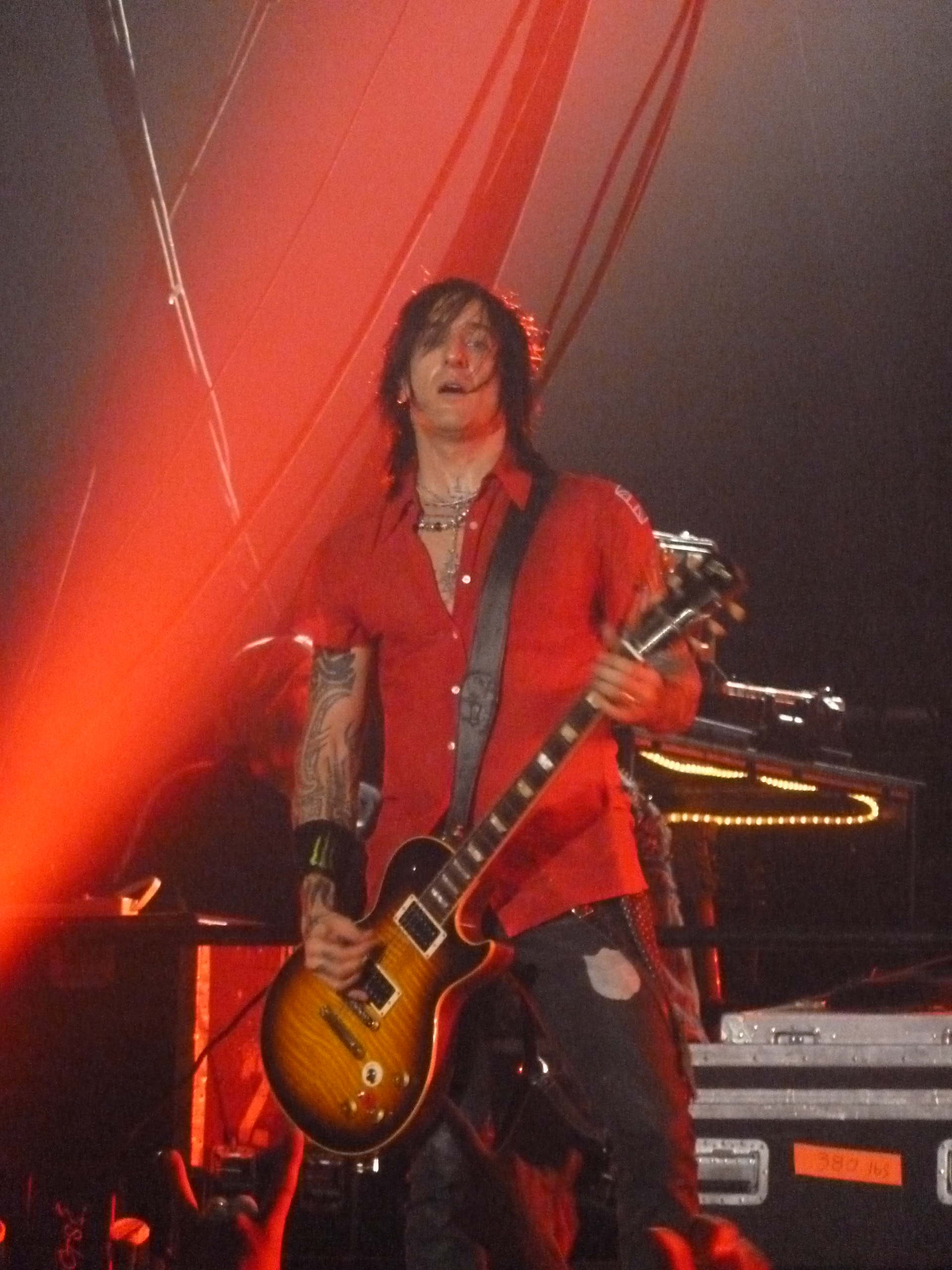
Fortus tocando com Guns N' Roses em 2011

Em 1999, Fortus foi contatado por Guns N' Roses para fazer uma audição como possível substituto de Robin Finck, que estava saindo da banda. No entanto, o posto acabou sendo preenchido por Buckethead. Em 2002, o guitarrista Paul Tobias deixou o Guns N' Roses, citando estresse com turnês. Fortus estava em turnê pela Europa como guitarrista de Enrique Iglesias em maio de 2002 quando recebeu um telefonema de seu amigo (e baixista dos Guns N' Roses) Tommy Stinson, convidando para fazer uma audição para a banda. Fortus entrou oficialmente para o Guns N' Roses em julho de 2002.

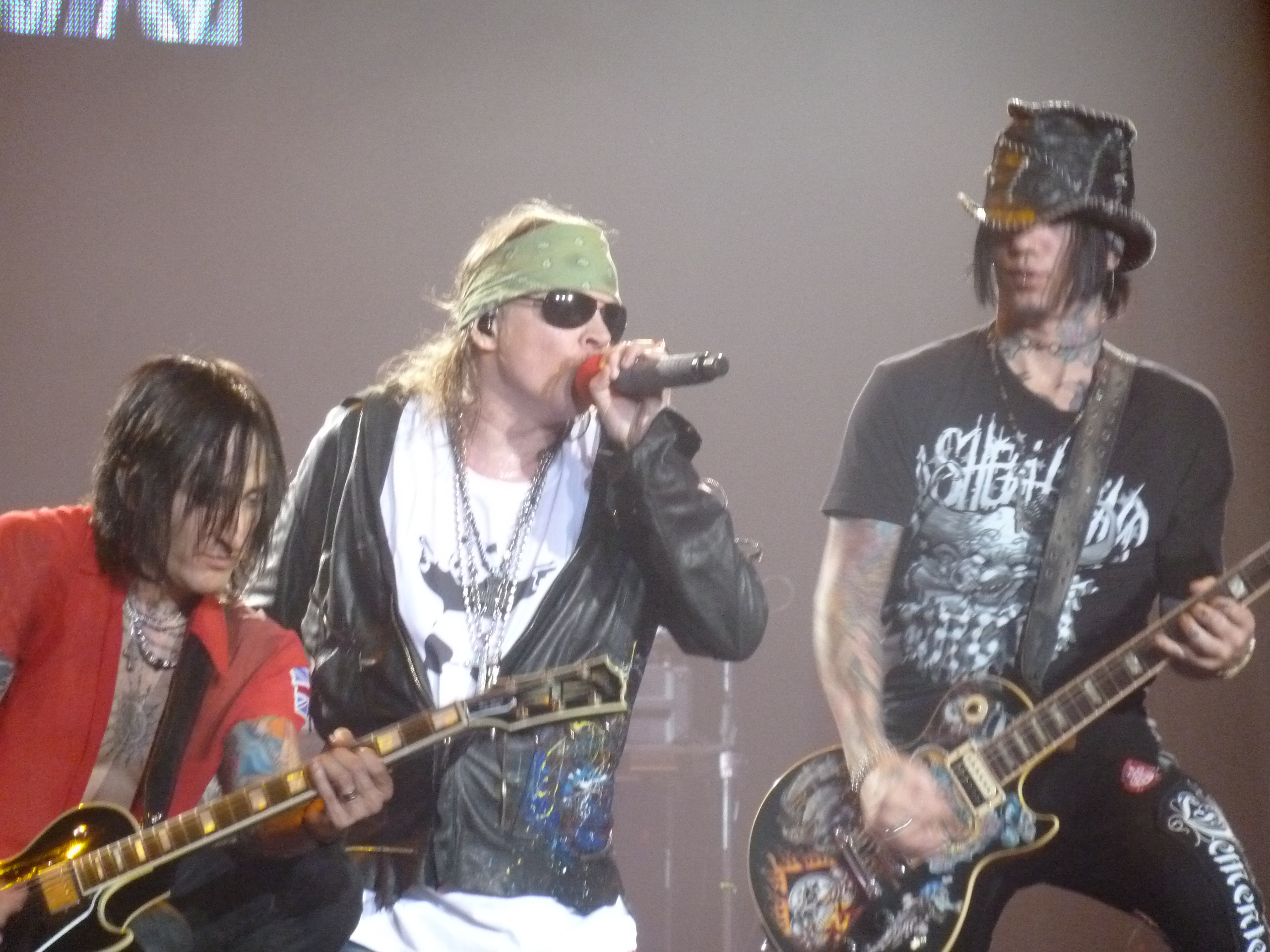
Fortus (à esquerda) com o cantor Axl Rose e o guitarrista Ashba se apresentando com Guns N' Roses em 2011

No Guns N' Roses, Fortus toca tanto guitarra base quanto ocasionalmente guitarra solo. O vocalista Axl Rose está muito satisfeito com o trabalho de Fortus e disse: "Ele é um guitarrista solo incrível e muito tecnicamente habilidoso. Ele realmente gosta do ritmo que o Brain estabelece e os dois clicam com o Tommy, então finalmente temos uma seção rítmica de verdade, já que Richard é um profissional comprovado. Basicamente, Richard é o cara que sempre estivemos procurando."
Fortus gravou as guitarras para o álbum de 2008 da banda, Chinese Democracy, e aparece no lançamento ao vivo Appetite for Democracy 3D.
Ele tem participado de todas as turnês desde 2002, sendo mais recentemente na Not in This Lifetime... Tour, tocando ao lado dos membros da formação clássica Slash e Duff McKagan.

### The Dead Daisies (2013–16)

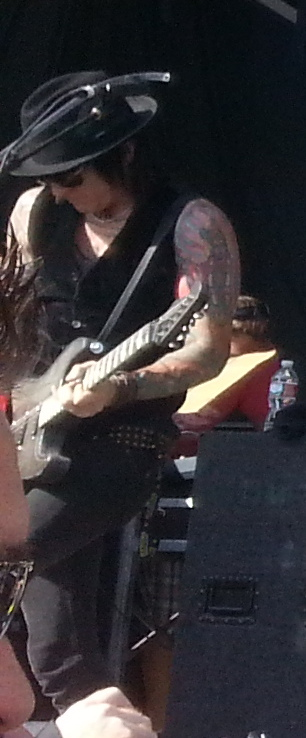
Fortus tocando com Dead Daisies em 2013

Em 2013, Fortus se juntou ao Dead Daisies, ao lado de Jon Stevens, Dave Lowy, e seus colegas do Guns N' Roses, Frank Ferrer e Dizzy Reed. O álbum de estreia homônimo foi lançado em 9 de agosto de 2013. Um segundo álbum, Revolucion, foi lançado em 2015. Fortus deixou o Dead Daisies em 2016 para focar no Guns N' Roses.

#### Outros projetos
Fortus fez parte do grupo chamado Honky Toast, com Frank Ferrer, o cantor Eric J. Toast e o baixista E.Z. Bake. O grupo lançou um álbum intitulado "Watcha Gonna Do Honky?" em 1999.
Fortus colaborou várias vezes com o músico de techno-rock Brian Transeau, incluindo uma turnê em 2000.
Em março de 2008, Fortus foi um dos guitarristas convidados para os shows de reunião do X Japan no Tokyo Dome. Ele também tocou com eles três vezes em 2018: em 10 e 11 de abril no Zepp Divercity e em 14 de abril no Coachella.
Em 2008, ele se juntou à banda dinamarquesa de rock/pop The Storm em sua turnê. Fortus tocou guitarra em seu primeiro álbum, Where the Storm Meets the Ground, e é amigo da vocalista principal Pernille Rosendahl e do guitarrista líder Johan Wohlert.
Fortus também tocou guitarra nos dois álbuns solo do ex-baixista do The Replacements e do Guns N' Roses, Tommy Stinson. Além disso, ele gravou uma versão do tema de "James Bond" para o jogo Guitar Hero World Tour e tocou a música ao vivo como um solo durante a turnê do Guns N' Roses em 2012.
Ele colaborou com o cantor e compositor Lásse Kvernmo em um projeto chamado Sáivu. Fortus também gravou ou fez turnê com artistas como Rihanna, N*SYNC, Nena e Ben Folds, entre outros.
Fortus é membro (juntamente com Ferrer) da banda de Nova York, The Compulsions.
Fortus também brevemente se juntou ao Thin Lizzy como guitarrista líder em 2011.

## Vida pessoal
Em 5 de novembro de 2005, a parceira de Fortus deu à luz uma filha, Paisley Piper Fortus. Em 6 de janeiro de 2008, ela deu à luz um segundo filho, Clover Blue Fortus.
Em setembro de 2015, Fortus sofreu um grave acidente de motocicleta, o que o fez perder compromissos com o Dead Daisies. Ele teve uma omoplata quebrada, uma clavícula quebrada, seis costelas quebradas, um dedo do pé quebrado, um pulmão machucado, um fígado lacerado e uma concussão.
Em 10 de dezembro de 2016, Fortus se casou com Stephanie Howlett, uma advogada baseada em St. Louis. O casal mora no condado de St. Louis, Missouri, com suas duas filhas.

## Discografia
Com The Eyes/Pale Divine:
- Freedom in a Cage (1990)
- Straight to Goodbye (1991)

Com Love Spit Love:
- Love Spit Love (1994)
- Trysome Eatone (1997)

Com Tommy Stinson:
- Village Gorilla Head (2004)
- One Man Mutiny (2011)

Com Brian Transeau:
- Movement in Still Life (1999)
- Emotional Technology (2003)

Com Loup Garou:
- Ten Wines from Job's Vineyard (1996)

Com Guns N' Roses:
- Chinese Democracy (2008)
- Appetite for Democracy 3D (2014)
- "Absurd" (2021)
- "Hard Skool" (2021)
- "Perhaps" / "The General" (2023)

Com Michael Monroe:
- Sensory Overdrive (2011)

Com The Dead Daisies:
- The Dead Daisies (2013)
- Revolución (2015)

Com The Compulsions:
- Dirty Fun (2015)

Com The Psychedelic Furs:
- Beautiful Chaos: Greatest Hits Live (2001)
- Made of Rain (2020)

Com Thin Lizzy:
- High Voltage Recorded Live: July 23rd 2011 (2011)

Com The Feckers:
- Courage Of Conviction Part II: Live And Learn (2024)
- Courage Of Conviction Part III: In The Face Of Adversity (2026)